# Lil Scrappy
Дэррил Кевин Ричардсон II — более известен под псевдонимом Lil Scrappy. Первый свой независимый альбом Prince of the South, выпустил 13 мая 2008 года через лейбл Real Talk Entertainment.
Lil Scrappy и звезда Эрика Диксон из «Love and Hip Hop: Atlanta» имеют общую дочь Эмани Ричардсон (29.07.2005).
В 2017 году женился на Эди «Бамби» Бенсон. У супругов трое детей — сын Бреланд Ричардсон (род. 21.09.2018) и дочери Зайло Ричардсон (род. 03.08.2020) и Кэли Ричардсон (род. 25.07.2021).

## Дискография
Студийные альбомы
- Bred 2 Die · Born 2 Live (2006)
- Tha Gru$tle (2012)[7]